# Black Box (Psychologie)

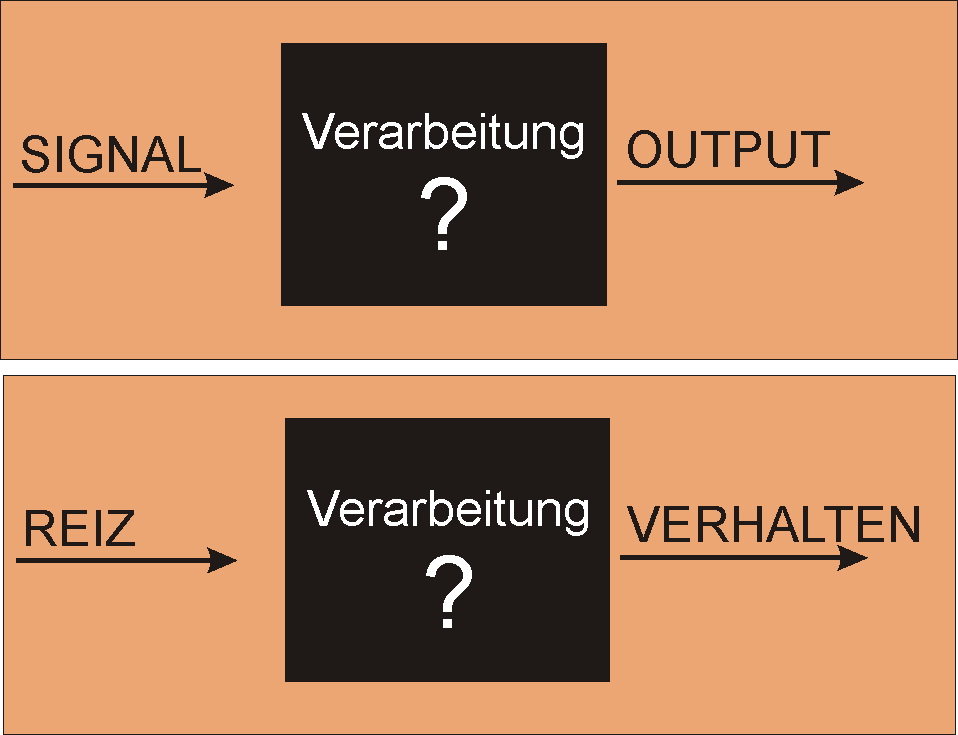
Ein externes Signal wird in einer Black Box verarbeitet, diese erzeugt einen Output. Dieses abstrakte Modell kann man auf ein biologisches System übertragen, zum Beispiel auf das Gehirn: Externe Reize werden im Gehirn verarbeitet, und die Reizverarbeitung hat eine Reaktion zur Folge, nämlich ein bestimmtes Verhalten.

Black Box (englisch für „schwarzer Kasten“) ist in der Verhaltensbiologie, speziell im frühen Behaviorismus eine Metapher für sämtliche psychischen und kognitiven Prozesse, die sich (noch) nicht mit naturwissenschaftlichen Methoden objektiv messen, beschreiben und reproduzieren lassen. Der Metapher liegt die Erkenntnistheorie des Objektivismus zugrunde.
Als Black Box bezeichnet man – in Anlehnung z. B. an John B. Watson – demnach das Modell eines Systems zur Verarbeitung von inneren und äußeren Reizen, dessen Aufbau (noch) unbekannt ist: ein „Kasten“, der zwar Eingang und Ausgang besitzt, dessen Innenleben aber im Dunkeln bleibt oder für uninteressant erklärt wird. Das Wort Reiz bezeichnet hier nicht, wie in der Physiologie, ein diskretes physikalisches Ereignis, sondern sämtliche (relevanten) inneren und äußeren Einwirkungen zum Beispiel auf ein Testtier in einer gegebenen Situation. Beispielsweise lernten Katzen einen Hebel zu betätigen, um sich Futter zu beschaffen.
Im frühen Behaviorismus wurde der Lernende als Black Box betrachtet, dessen Motivation, Denken, Kreativität und Erinnern als einer wissenschaftlichen Untersuchung nicht zugänglich galten (methodischer Behaviorismus). Wichtig sei nur, dass zuletzt das als erwünscht festgelegte Verhalten (z. B. Wissen) gezeigt wird.
Mit der Metapher Black Box wird heute auch auf dem Gebiet der Physiologie gearbeitet, wenn eine erste Annäherung an ein noch unbekanntes Zusammenspiel von Elementen zum Beispiel eines bestimmten Bereichs des Nervensystems erzielt werden soll: Man gibt dann beispielsweise ein Signal auf den „Eingang“ und liest das „Ausgangssignal“ ab. Mit einer genügend großen Zahl und Varianz von Ein- und Ausgangsmustern lässt sich so eine erste Hypothese darüber bilden, was im „Inneren“ der Black Box geschieht.
Die philosophische Theorie des Radikalen Konstruktivismus postuliert, dass die Menschen miteinander agieren, als sei das jeweilige Gegenüber eine Black Box, da man deren Innenleben nicht kenne und nur von den nach außen abgegebenen Signalen auf das Innenleben rückschließen könne. Die Signalabfrage nennt sich hier Kommunikation.

## Belege
1. ↑  Black-Box Modell. Beschreibung auf sdi-research.at, zuletzt abgerufen am 19. April 2022.
2. ↑  Black Box und Blackboxing. Zur Einführung. Auf: uni-paderborn.de, zuletzt abgerufen am 19. April 2022.
3. ↑  Jürgen Zervos-Kopp: Anatomie, Biologie und Physiologie. Georg Thieme Verlag, 2007, ISBN 978-3-13-141351-2, S. 348.